# Gallitos de Isabela
I Gallitos de Isabela sono una società cestistica avente sede a Isabela, a Porto Rico. Fondati nel 1969, hanno giocato nel campionato portoricano. Si sono sciolti nel 2011 per poi essere nuovamente attivi nel 2017.
Disputano le partite interne al José "Buga" Abreu Coliseum.